# Тетради (хімія)
Тетради (рос. тетрады, англ. tetrads) —
- 1. У хімії полімерів — конфігураційні послідовності, що складаються з чотирьох конфігураційних ланок.
- 2. Стереопослідовності, які закінчуються з обох кінців тетраедричними ізомерними центрами і які охоплюють чотири послідовних центрів такого типу.